# Rio das Fêmeas
Rio das Fêmeas är ett vattendrag i Brasilien.   Det ligger i delstaten Bahia, i den östra delen av landet, 500 km nordost om huvudstaden Brasília.
Omgivningarna runt Rio das Fêmeas är huvudsakligen savann. Trakten runt Rio das Fêmeas är nära nog obefolkad, med mindre än två invånare per kvadratkilometer.